# Stadio Khalid Bin Mohammed
Lo stadio Khalid Bin Mohammed Stadium è uno stadio di Sharjah, negli Emirati Arabi Uniti. Ospita le partite casalinghe dell'Al-Shaab.
Progettato nel 1989 e aperto nel 1990, può ospitare al suo interno fino a 10 000 spettatori. Nel 2008 lo stadio è stato ristrutturato con l'aggiunta della copertura, della pista d'atletica e la costruzione delle due curve. 